# Emmy Internacional 1997
A 25.ª cerimônia de entrega dos International Emmys (ou Emmy Internacional 1997), aconteceu no dia 24 de novembro de 1997, Hotel New York Hilton Midtown em Nova York, Estados Unidos, e teve como apresentador o ator inglês Peter Ustinov.
A cerimônia também contou com as apresentações de Roddy McDowall, Cliff Robertson, Fran Drescher, Marilu Henner, Jennifer Grey e Armand Assante.

## Cerimônia
O Reino Unido teve nove das 18 nomeações para o Emmy Internacional, que honra os melhores programas produzidos e exibidos inicialmente fora dos Estados Unidos. Os finalistas foram selecionados entre 370 inscrições. Quatro das seis categorias principais foram vencidas por programas britânicos. A rede BBC ganhou o prêmio de melhor drama e performance artística, o Channel Four ganhou o Emmy de documentário de artes e o prêmio de melhor programação infantil. O Emmy de melhor drama foi para foi para Crossing the Floor, uma co-produção entre a Trick Production e a BBC Two.
Três prêmios especiais foram entregues pela Academia Internacional a personalidades da televisão: Dieter Stolte, diretor-geral da televisão alemã ZDF, foi agraciado com o Emmy Directorate Award; Jac Venza, diretor de programação cultural e artística da WNET, foi premiado com o Founders Award e o primeiro Peter Ustinov Scriptwriting Award foi entregue a Tatyana Murzakova da Rússia por seu trabalho intitulado Smile of the Kings. A Namibian Broadcasting Corporation foi premiada com um prêmio especial UNICEF para programação infantil. 

## Vencedores

### Documentário Artístico
- Dancing For Dollars: The Bolshoi In Vegas[4]

### Programa infanto-juvenil
- Wise Up

### Documentário
- Gerrie & Louise

### Série Dramática
- Crossing the Floor

### Performance Artística
- Enter Achilles

### Programa de Artes Popular
- Liberg zappt

## Múltiplas vitórias
Por país
| N.º de vitórias | País          |
| --------------- | ------------- |
| 3               | Reino Unido   |
| 2               | Países Baixos |